# Ontmoetingskerk (Aardenburg)
De Ontmoetingskerk is een voormalig Gereformeerd kerkgebouw in de Nederlandse stad Aardenburg, gelegen aan Sassenstraat 1-3.

## Geschiedenis
In 1928 werd aan de Sassenstraat een Gereformeerd kerkgebouw opgericht. Dit kerkje leek uiterlijk meer op een woonhuis, zij het dat er zich een dakruitertje op het dak bevond. In 1968 werd dit kerkje gesloopt en werd op dezelfde plaats een nieuwe kerk gebouwd.
Dit betrof een doosvormig gebouw in modernistische stijl, naar ontwerp van J. Kolff. Het gebouw had een enigszins hellend dak en grote glazen vensters. In 1969 werd de kerk in gebruik genomen, maar in 2008 werd de gemeente opgeheven en de kerk verkocht aan een particulier. De gereformeerde gemeente was immers opgegaan in de PKN en de gereformeerden kerkten voortaan in de Sint-Bavokerk.
De kerk werd verbouwd tot Bed & Breakfast en kreeg de naam: Inhetherenhuis.